# 얼 위버

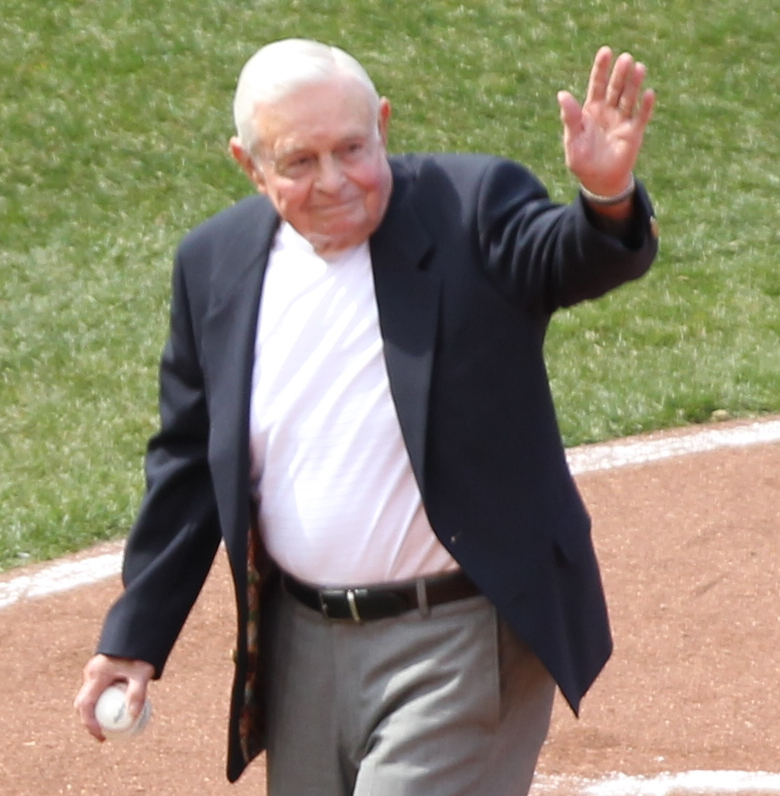
얼 시드니 위버

얼 시드니 위버(Earl Sidney Weaver, 1930년 8월 14일 ~ 2013년 1월 19일)는 미국의 전 야구 선수 및 야구 감독이었다. 감독으로서의 스타일은 기본적으로 투구, 수비, 3점 홈런을 중시하는 스타일로, 도루, 히트 앤드 런, 희생 번트를 중시하는 스몰 볼 스타일에 부정적인 입장을 나타내었다.
1948년 17세의 나이에 세인트루이스 카디널스에 입단해 2루수를 맡았으나, 본인은 타자를 하기를 원했던 관계로 1951년 텍사스 리그의 휴스턴 버펄로스로 이적하였다. 이후 피츠버그 파이리츠로 트레이드되었고, 그 뒤 볼티모어 오리올스로 팀을 옮겼다.
이후 1967년 볼티모어 오리올스의 코치로 임명되어 지도자 경력을 시작했으며, 1968년 팀의 감독으로 승격하였다. 그 뒤 1970년 월드 시리즈에서 팀을 우승으로 이끌었으며, 1982년까지 팀의 아메리칸 리그 4회 우승(1969년, 1970년, 1971년, 1979년)에 공헌하였다. 또한 통산 5번(1969년, 1970년, 1971년, 1979년, 1980년) 한 시즌 동안 100승 이상을 기록하는 등 팀의 전성기를 이룩했으며, 통산 1480승을 기록하며 역대 감독 최다승 22위에 오르기도 했다. 이후 1982년 감독 은퇴를 선언한 뒤 ABC의 아나운서를 맡았으며, 1985년 은퇴를 번복하고 볼티모어 오리올스의 감독으로 복귀해 1986년까지 팀을 지휘하였다.
이러한 활약으로 1996년 미국 야구 명예의 전당에 헌액되었으며, 그의 업적을 기리기 위해 1982년 볼티모어 오리올스는 구단의 4번을 영구 결번으로 지정하였다.
이후 2013년 1월 19일 아이티의 라바데에서 크루즈 선에 탑승한 뒤 플로리다의 포트로더데일로 이동하던 도중인 1월 20일 카리브해상에서 심근 경색으로 사망했으며, 공교롭게도 같은 날 미국의 유명 야구인인 스탠 뮤지얼 또한 사망하였다.